# Liste von Passagierschiffen mit Namen Berlin
Nach der Stadt Berlin waren und sind zahlreiche Passagierschiffe benannt. Durch die Fernsehserie Das Traumschiff ist vor allem das Kreuzfahrtschiff Berlin bekannt.
Der Norddeutsche Lloyd nummerierte intern seine Schiffe nach der Namensgebung als Berlin (I) bis (IV).
Im Folgenden werden alle bekannten Passagierschiffe, die nach der deutschen Hauptstadt benannt sind, chronologisch aufgeführt.

## Passagierschiff „Berlin“ (I) von 1868
Als Berlin von 1868 bis 1894 gefahren.
Dampfschiff unter der Flagge von Preußen. Das Schiff wurde 1868 auf der Werft Caird & Co. in Greenock für den Norddeutschen Lloyd in Bremen unter 50%iger Kostenbeteiligung der Eisenbahngesellschaft Baltimore & Ohio Railroad (USA) bebaut. 1882 erfolgte durch den Einbau neuer Dampfkessel und einer Verbundmaschine eine Verbesserung der Antriebsleistung. Das Schiff wurde 1894 nach Italien verkauft.
- Vermessung: 2333 BRT / 1588 NRT
- Länge: 86,90 m
- Breite: 11,90 m
- Antrieb: Niederdruckdampfmaschine mit 1000 PS (746 kW)
- Geschwindigkeit: 10 Knoten (18,5 km/h)
- Besatzung: 60 Mann
- Passagiere: 84 Personen in der 1. Klasse und 600 Personen in Zwischendeck

## Passagierschiff „City of Berlin“ von 1874
Dampfschiff unter der Flagge von Großbritannien. Das Schiff wurde 1874 auf der Werft Bourdler, Chaffer and Co. in Liverpool für die Reederei Palgrave, Murphy Co. in Dublin gebaut.
- Vermessung: 999 BRT / 594 NRT
- Länge: 74,50 m
- Breite: 9,40 m
- Tiefgang: 5,30 m

## Passagierschiff „City of Berlin“ von 1875
Dampfschiff unter der Flagge von Großbritannien. Das Schiff wurde 1875 auf der Werft Caird & Co. in Greenock für die Reederei Inman Line in Liverpool gebaut. Aufgrund seines Länge-Breite-Seitenverhältnisses galt der Dampfer als schlankestes Nordatlantikschiff. Die City of Berlin stellte im Jahr ihrer Indienststellung mit 7 Tagen, 18 Stunden und 2 Minuten einen Rekord für die Strecke Cork (Irland) nach New York (Vereinigte Staaten) auf. Im Jahr 1877 kam es zweimal zum Bruch der Propellerwelle. 1879 erhielt sie als erstes Passagierschiff eine elektrische Beleuchtung im Salon sowie im Kessel- und Maschinenraum. Die Inman Line verkaufte das Schiff 1893 an die Reederei American Line in Liverpool, die den Schiffsnamen auf Berlin verkürzte. 1898 übernahm die US-Marine das Schiff und benannte es in Maede um. Zunächst wurde der Dampfer im Spanisch-Amerikanischen Krieg als Truppentransporter und später als Schulschiff eingesetzt. 1921 erfolgte die Verschrottung des Schiffes.
- Vermessung: 5490 BRT
- Länge: 149,04 m
- Breite: 13,41 m
- Antrieb: Verbunddampfmaschine
- Geschwindigkeit: 15 Knoten (etwa 28 km/h)
- Passagiere: 202 Personen in der 1. Klasse / 1500 Personen im Zwischendeck

## Fährschiff „Berlin“ von 1894
Dampfschiff unter der Flagge von Großbritannien. Das Schiff wurde 1894 für die Reederei Great Eastern Railway in London gebaut und war auf der Fährlinie Harwich – Hoek van Holland eingesetzt. Am Morgen des 21. Februar 1907 wurde das Schiff im Sturm nach dem Bruch der Ruderkette steuerlos auf die Mole von Hoek van Holland geworfen und zerbrach in zwei Teile. Der vordere Teil sank sofort. Durch den Sturm wurde die Rettung der 183 Passagiere und Besatzungsmitglieder stark behindert, so dass nur vier Menschen gerettet werden konnten.
- Vermessung: 1775 BRT
- Länge: 91,44 m
- Breite: 10,97 m

## Passagierschiff „Berlin“ von 1903
Dampfschiff unter der Flagge von Großbritannien, des Deutschen Reiches und der Vereinigten Staaten. Das Schiff wurde 1903 auf der Werft Harland & Wolff in Belfast für die Reederei Wilson, Furness & Leyland Line als Servian gebaut. Im Dezember 1906 kaufte die HAPAG in Hamburg das Schiff und benannte es in Berlin um. In Dienst gestellt wurde das Schiff schließlich unter dem Namen President Grant und nahm im gleichen Jahr den Liniendienst Hamburg – New York auf. Mit Ausbruch des Ersten Weltkrieges wurde die President Grant (ex Berlin, ex Servian) in New York interniert und nach dem Kriegseintritt der USA von der United States Navy beschlagnahmt und zum Truppentransporter umgerüstet. 1952 wurde das Schiff in Baltimore verschrottet.
- Vermessung: 18.072 BRT / 11.171 NRT
- Länge: 182, 52 m
- Breite: 20,78 m
- Antrieb: 2 Vierfachexpansionsdampfmaschinen mit je 3825 PS (2853 kW) auf 2 Schrauben
- Geschwindigkeit: 14 Knoten (etwa 27 km/h)
- Besatzung: 344 Mann
- Passagiere: 200 Personen 1. Klasse / 150 Personen 2. Klasse / 704 Personen 3. Klasse / 2300 Personen 4. Klasse

## Passagierschiff „Berlin“ von 1906
Dampfschiff unter der Flagge des Deutschen Reiches und der Sowjetunion. Das Schiff wurde 1906 auf der Werft Nüscke & Co. in Stettin mit der Baunummer 138 für die Swinemünder Dampfschiffahrts-AG (SwiDAG) gebaut. Am 24. Juli 1914 sank die Berlin nach einer Kollision mit dem schwedischen Erzfrachter Porjus, wurde später jedoch gehoben und repariert. 1935 kam das Schiff in den Besitz der Stettiner Dampfschiffs-Gesellschaft J. F. Braeunlich, die bereits 1928 die Mehrheit an der SwiDAG übernommen hatte. Im Zweiten Weltkrieg wurde der Dampfer von der Kriegsmarine beschlagnahmt und ab 1940 als Hafenschutzboot bei der Hafenschutzflottille Wilhelmshaven mit der Kennung H 208 eingesetzt. Nach dem Krieg wurde das Schiff zunächst in Vordingborg (Dänemark) aufgelegt und 1946 an die Sowjetunion abgeliefert. In der Schiffsreparaturwerft Wismar wurde es instand gesetzt und danach von der Sowjetunion unter dem Namen Pestel im Schwarzen Meer eingesetzt. 1960 wurde das Schiff aus dem Schiffsregister von Lloyds gestrichen.
- Vermessung: 503 BRT / 144 NRT
- Tragfähigkeit: 50 Tonnen
- Länge: 56,18 m
- Breite: 8,05 m
- Tiefgang: 3,74 m
- Antrieb: Dreifachexpansionsdampfmaschine mit 850 PS (634 kW)
- Geschwindigkeit: 12,5 Knoten (23 km/h)
- Besatzung: 22 Mann
- Passagiere: 120 Personen + begrenzte Fracht

## Passagierschiff „Berlin“ (II) von 1909

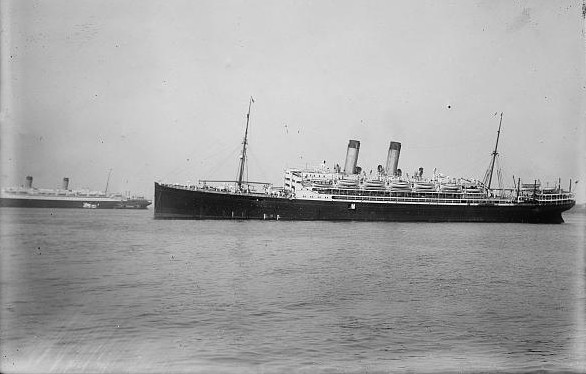
Dritter White Star-Dampfer mit dem Namen Arabic

Als Berlin von 1909 bis 1914 gefahren.
Dampfschiff unter der Flagge des Deutschen Reiches und von Großbritannien. Das Schiff wurde 1909 auf der Werft AG Weser in Bremen für die Reederei Norddeutscher Lloyd in Bremen gebaut. Die Jungfernfahrt führte den Dampfer von Bremerhaven nach New York. Danach war die Berlin vor allem im Liniendienst von den Vereinigten Staaten ins Mittelmeer eingesetzt. Mit Ausbruch des Ersten Weltkrieges wurde das Schiff von der Kaiserlichen Marine am 18. September 1914 beschlagnahmt und zum Hilfskreuzer C umgebaut. Im Oktober und November 1914 war der Hilfskreuzer zum Minenlegen vor der englischen Küste eingesetzt, gefolgt von einer erfolglosen Kaperfahrt im Nordmeer. Wegen Brennstoffmangels musste das Schiff den Hafen von Trondheim (Norwegen) anlaufen und wurde dann in der Hommelvika-Bucht bei Hommelvik, später im Lofjord interniert. Nach Kriegsende erhielt am 13. Dezember 1919 Großbritannien das Schiff als Kriegsbeute. Die Reederei P&O baute es zunächst zum Truppentransporter um. Bereits im November 1920 wurde die White Star Line neuer Eigentümer. Es folgte ein erneuter Umbau, diesmal wieder zum Passagierschiff. In Arabic umbenannt, erfolgte 1921 die erste Reise von Southampton nach New York. Danach war das Schiff wieder im Liniendienst Mittelmeer – New York eingesetzt. Von 1926 bis 1930 war die Arabic (ex Berlin) an die Reederei Red Star Line aus Liverpool verchartert. Im Dezember 1931 wurde das Schiff zum Verschrotten nach Genua (Italien) verbracht.
- Vermessung: 17.327 BRT / 9834 NRT
  - 1920 nach Umbau: 16.768 BRT
- Wasserverdrängung: 25.500 Tonnen
- Tragfähigkeit: 11.450 Tonnen
- Länge: 179,20 m
- Breite: 21,20 m
- Tiefgang: 11,70 m
- Antrieb: 2 Vierfachexpansiondampfmaschinen je 16.000 PS (11.931 kW) auf 2 Schrauben
- Geschwindigkeit: 17,5 Knoten (etwa 32,5 km/h)
- Brennstoff: 4000 Tonnen Kohlen
- Besatzung: 410 Mann
- Passagiere: 266 Personen in der 1. Klasse / 246 Personen in der 2. Klasse / 2700 Personen im Zwischendeck

## Fährschiff „Berlin I“ vor 1914
Dampfschiff unter der Flagge des Deutschen Reiches. Das Schiff wurde vor 1914 gebaut. Mit Beginn des Ersten Weltkrieges wurde das Schiff von der Kaiserlichen Marine beschlagnahmt und als Vorpostenboot in Kiel eingesetzt.

## Fährschiff „Berlin II“ vor 1916
Dampfschiff unter der Flagge des Deutschen Reiches. Das Schiff wurde vor 1916 gebaut. Im Ersten Weltkrieg wurde das Schiff von der Kaiserlichen Marine beschlagnahmt und ab 1916 bei der Handelsschutz-Flottille eingesetzt. Das Schiff sank am 11. November 1918 nach einem Minentreffer.
- Vermessung: 158 BRT

## Fährschiff „Berlin III“ vor 1916
Dampfschiff unter der Flagge des Deutschen Reiches. Das Schiff wurde vor 1916 gebaut. Im Ersten Weltkrieg wurde das Schiff von der Kaiserlichen Marine beschlagnahmt und ab 1916 bei der Handelsschutz-Flottille eingesetzt. Nach dem Ende des Krieges wurde das Fährschiff an seinen Besitzer zurückgegeben.

## PassagierschiffBerlinvon 1925
Das Passagierschiff Berlin fuhr von 1955 bis 1966 unter der Flagge der Bundesrepublik Deutschland. Es wurde 1924/25 auf der Werft Armstrong Whitworth & Co. (Newcastle upon Tyne) für die Reederei Svenska Amerika Linien (Göteborg) als Gripsholm gebaut.

## PassagierschiffBerlin(III) von 1925
Als Berlin von 1924 bis 1938 gefahren.
Dampfschiff unter der Flagge des Deutschen Reiches und der Sowjetunion. Das Schiff wurde 1925 auf der Werft Bremer Vulkan in Bremen für die Reederei Norddeutscher Lloyd gebaut. Die Jungfernfahrt führte den Dampfer von Bremerhaven nach New York (Vereinigte Staaten). Am 13. November 1928 war die Berlin an der Rettung von Überlebenden der gesunkenen Vestris beteiligt. Am 17. Oktober 1938 wurde das Schiff außer Dienst gestellt und in Bremerhaven aufgelegt. 1939 sollte das Passagierschiff der Kriegsmarine als Lazarettschiff A – Berlin übergeben werden. Auf dem Weg nach Swinemünde ereignete sich vor der Insel Usedom jedoch eine Kesselexplosion, die 17 Menschen das Leben kostete und einen Werftaufenthalt notwendig machte. Nach Reparatur wurde der Dampfer als Lazarett- und Wohnschiff verwendet. Am 1. Februar 1945 sank die A – Berlin nach 2 Minentreffern vor Swinemünde. Durch sowjetische Bergungsspezialisten wurde das Wrack 1947 gehoben und von 1951 bis 1957 auf der Warnow-Werft in Warnemünde instand gesetzt und fahrbereit gemacht. Am 2. Mai 1957 wurde das Passagierschiff unter dem Namen Admiral Nachimov für die Sowjetunion wieder in Dienst gestellt. Nach einer Kollision mit dem Frachtschiff Petr Vasev vor dem Hafen von Noworossijsk sank die Admiral Nachimov am 1. September 1986 im Schwarzen Meer. 398 Passagiere und Besatzungsmitglieder kamen ums Leben.
- Vermessung: 15.286 BRT / 8.988 NRT
  - Nach Umbau: 17.053 BRT / 8.496 NRT
- Wasserverdrängung: 23.480 Tonnen
- Tragfähigkeit: 9000 Tonnen
- Ladefähigkeit: 5010 Tonnen
- Laderäume: 6191 m³
- Länge: 174, 30 m
- Breite: 21,10 m
- Antrieb: 2 Dreifach-Expansionsmaschinen mit je 5940 PS (4430 kW) auf 2 Schrauben
- Geschwindigkeit: 16,5 Knoten (etwa 31 km/h)
- Besatzung: 326 Personen
  - Nach Umbau: 350 Personen
- Passagiere: 220 Personen in der 1. Klasse / 284 Personen in der 2. Klasse / 618 Personen in der 3. Klasse
  - Nach Umbau: 1100 Personen (eine Klasse)

## Hafenfährschiff „Berlin“ von 1965
Motorschiff unter der Flagge der Bundesrepublik Deutschland. Das Schiff wurde 1965 auf der Seebeck-Werft in Bremerhaven für die Reederei AG Weserfähre in Bremerhaven gebaut.
- Vermessung: 750 BRT
- Tragfähigkeit: 340 Tonnen
- Länge: 55,00 m
- Breite: 12,70 m
- Tiefgang: 3,05 m
- Antrieb: 2 Dieselmotoren mit 500 PS (373 kW) auf 2 Schrauben
- Geschwindigkeit: 11,5 Knoten (etwa 21 km/h)
- Passagiere: 500 Personen
- 40 PKW

## Hafenfährschiff „Berlin“ von 1973 (Lübeck)
Motorschiff unter der Flagge der Bundesrepublik Deutschland. Das Schiff wurde 1973 auf der Hitzler Werft in Lauenburg für die Lübecker Stadtwerke in Lübeck gebaut.
- Tragfähigkeit: 45 Tonnen
- Länge: 27,50 m
- Breite: 9,90 m
- Tiefgang: 1,70 m
- Antrieb: 2 Dieselmotoren mit je 178 PS (133 kW) auf 2 Schrauben

## Autofähre „Berlin“ von 1973 (Brunsbüttel)

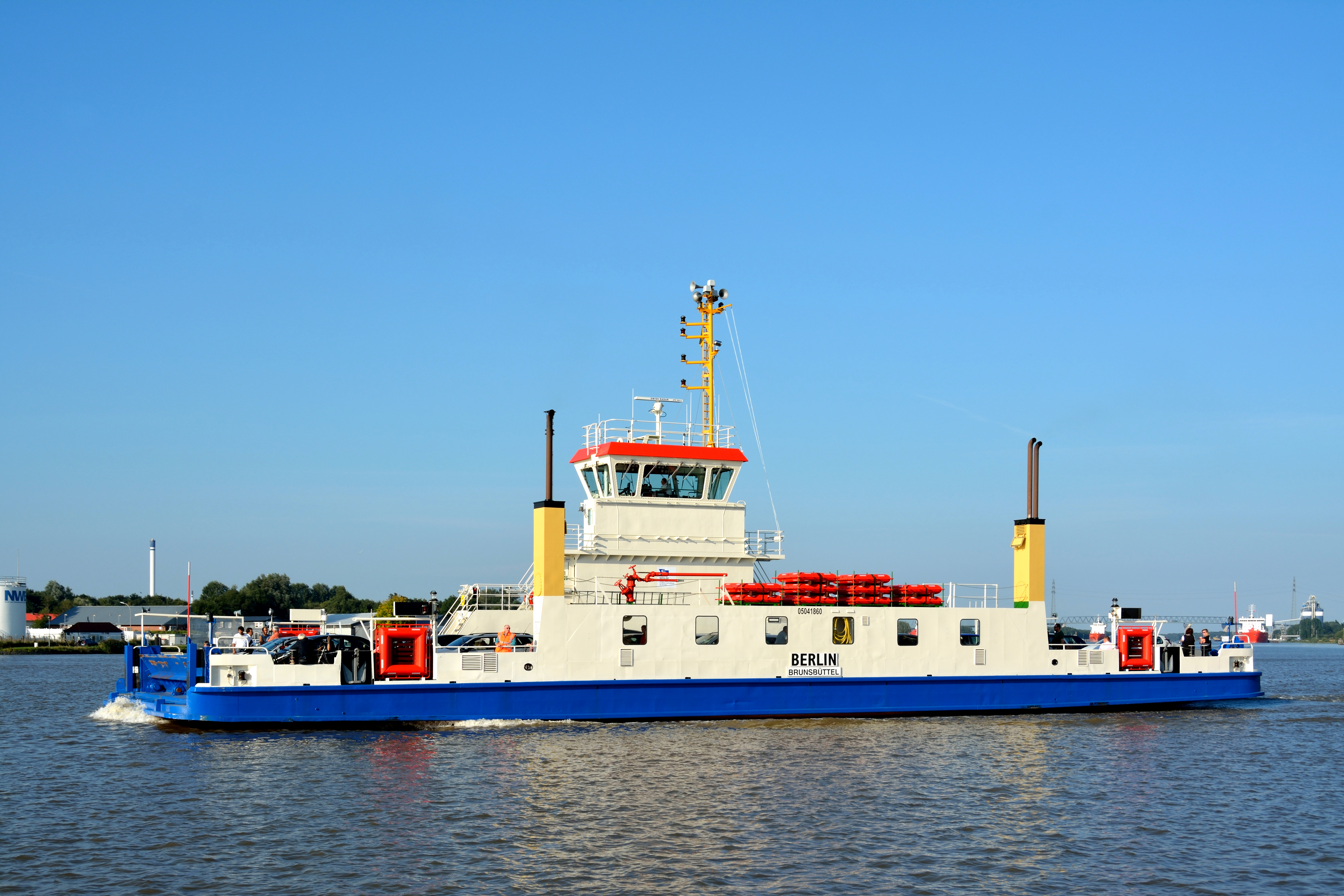
Autofähre „Berlin“

Motorschiff unter der Flagge der Bundesrepublik Deutschland. Das Schiff wurde 1973 auf der Staatswerft Rendsburg-Saatsee in Rendsburg für das Wasserbauamt Brunsbüttel in Brunsbüttel zum Einsatz auf dem Nord-Ostsee-Kanal gebaut.
- Tragfähigkeit: 100 Tonnen
- Länge: 40,00 m
- Breite: 12,30 m
- Tiefgang: 2,65 m
- Antrieb: 2 Dieselmotoren mit je 480 PS (358 kW) auf 2 Schrauben
- Geschwindigkeit: 7,5 Knoten (etwa 14 km/h)

## Kreuzfahrtschiff „Berlin“ von 1980
Motorschiff unter der Flagge der Bundesrepublik Deutschland. Das Schiff wurde 1980 auf der Werft Howaldtswerke-Deutsche Werft für die Peter Deilmann Reederei in Neustadt/Holstein gebaut. 1986 erfolgte ein Umbau und Verlängerung des Schiffes. Am 29. November 2004 endete in Venedig die letzte Reise als Berlin. Im März 2005 wurde das Schiff an die britische SAGA Cruises verkauft. Nach kurzer Fahrzeit als Orange Melody wurde das Schiff in Spirit of Adventure umbenannt. Im August 2011 kaufte die FTI Group das Schiff.
- Vermessung: 7812 BRT / 4597 NRT
  - nach Umbau: 9570 BRZ / 3542 NRZ
- Länge: 122,50 m
  - nach Umbau 1986: 139,62 m
- Breite: 17,52 m
- Tiefgang: 4,81 m
- Antrieb: 2 Dieselmotoren mit je 4735 PS (3530 kW) auf 2 Schrauben
- Geschwindigkeit: 17,5 Knoten (etwa 32,5 km/h)
- Passagiere: 330 Personen in 150 Kabinen
  - nach Umbau: 420 Personen

## Fährschiff „Berlin Express“ von 1995
Als Berlin Express von 1996 bis 2000 gefahren.
Die Monohull Fast Ferry wurde 1995 als Kattegat bei Mjellem & Karlsen in Bergen, zusammen mit der Schwester Djursland, für die Linie Grenaa ↔ Hundested gebaut. Der Betreiber der Fährverbindung ging jedoch im Februar 1996 in Konkurs. Die dänische DSB Rederi A/S erwarb die Kattegat für die Route Aarhus ↔ Kalundborg, sah sich dort aber der Konkurrenz der schneller agierenden P&O Ferries mit zwei Cat-Link Schnellfähren ausgesetzt. Das Schiff fuhr dann als Berlin Express zunächst für DSB und ab 1997 für Scandlines zwischen Gedser und Warnemünde. Da die Fähre für diese kurze Strecke zu schnell war, wurde sie 2000 erst als Gomera Express und Ionian Express verchartert und noch im selben Jahr als Jetferry I an GA Ferries nach Piräus verkauft.
- Vermessung: 2336 BRZ
- Länge: 90,0 m
- Breite: 18,0 m
- Antrieb: 23.200 kW, 2 Wasserstrahlantriebe
- Geschwindigkeit: 30 Knoten
- Passagiere und Zuladung: 600 plus 160 Pkw